# Хилл, Кларенс
Кла́ренс Хилл (англ. Clarence Hill; 26 июня 1951) — бермудский боксёр тяжёлой весовой категории, выступал за сборную Бермудских Островов в середине 1970-х годов. Бронзовый призёр летних Олимпийских игр в Монреале, призёр многих международных турниров и национальных первенств. В период 1980—1986 боксировал на профессиональном уровне, но без особых достижений.

## Биография
Кларенс Хилл родился 26 июня 1951 года. Активно заниматься боксом начал в раннем детстве в спортивном зале Pembroke Youth Centre, проходил подготовку у тренеров Стенли Тримма и Аллана Рего. В 1976 году удостоился права защищать честь страны на летних Олимпийских играх в Монреале, где сумел дойти до стадии полуфиналов, после чего со счётом 0:5 проиграл румынскому боксёру Мирче Шимону. Выигранная им олимпийская медаль является первой и единственной за всю историю Бермудских Островов, кроме того, благодаря этому достижению Хилла Бермуды стали самой маленькой страной, имеющей медаль с Олимпийских игр.
В 1980 году Хилл уехал в Британию для участия в боях профессионального бокса. Выиграл несколько первых матчей, но вскоре из-за скандала, связанного с употреблением марихуаны, потерял лицензию и вынужден был покинуть страну. Начиная с 1981 года выступал преимущественно на территории США. Одним из наиболее ярких его боёв того периода стал бой против непобеждённого тогда американца Тони Таббса в марте 1982 года — в первом раунде Хиллу удалось послать своего соперника в нокдаун, но тот смог восстановиться и после десяти раундов победил единогласным решением судей. За этой неудачей последовали и другие, вскоре Хилл вернулся на родину, где боксировал вплоть до 1986 года с местными малоизвестными боксёрами. Всего в профессиональном боксе он провёл 22 боя, из них 18 окончил победой (в том числе 15 досрочно), 3 раза проиграл, в одном случае была зафиксирована ничья.
Завершив карьеру профессионального спортсмена, Кларенс Хилл не мог найти хорошую работу, жил в нищете, перебиваясь случайными заработками. Дважды был осуждён, первый раз за хранение кокаина, второй — за вооружённое ограбление. Во время отбывания второго срока избавился от наркозависимости и освоил профессию плотника. Оставаясь при этом страстным поклонником бокса, в поздние годы продолжал участвовать в боксёрских матчах в качестве судьи и рефери на ринге.